# انریکه دا سیلویرا
انریکه دا سیلویرا (پرتغالی: Henrique da Silveira; ۲۶ ژانویهٔ ۱۹۰۱ – ۹ آوریل ۱۹۷۳) شمشیرباز اهل پرتغال بود.
وی در مسابقات کشوری و بین‌المللی در مجموع برندهٔ ۱ مدال برنز شده‌است.